# Markéta Sluková
Markéta Sluková (Praga, 28 de junio de 1988) es una deportista checa que compite en voleibol, en la modalidad de playa.
Ganó dos medallas en el Campeonato Europeo de Vóley Playa, plata en 2016 y bronce en 2018. Participó en dos Juegos Olímpicos de Verano, ocupando el quinto lugar en Londres 2012 y el 17.º en Río de Janeiro 2016.

## Palmarés internacional
| Campeonato Europeo | Campeonato Europeo     | Campeonato Europeo | Campeonato Europeo |
| Año                | Lugar                  | Medalla            | Pareja             |
| ------------------ | ---------------------- | ------------------ | ------------------ |
| 2016               | Biel/Bienne (Suiza)    | Medalla de plata   | Barbora Hermannová |
| 2018               | La Haya (Países Bajos) | Medalla de bronce  | Barbora Hermannová |